# Larry Probst
 (avril 2020).
Si vous disposez d'ouvrages ou d'articles de référence ou si vous connaissez des sites web de qualité traitant du thème abordé ici, merci de compléter l'article en donnant les références utiles à sa vérifiabilité et en les liant à la section « Notes et références ».
Lawrence F. Probst III, dit Larry Probst (né le 3 juin 1950) est un homme d'affaires et un dirigeant sportif américain, membre du Comité international olympique.
Il est notamment connu pour avoir été le dirigeant d'Electronic Arts.
C'est le président du Comité olympique des États-Unis (USOC).